# Barry Lane

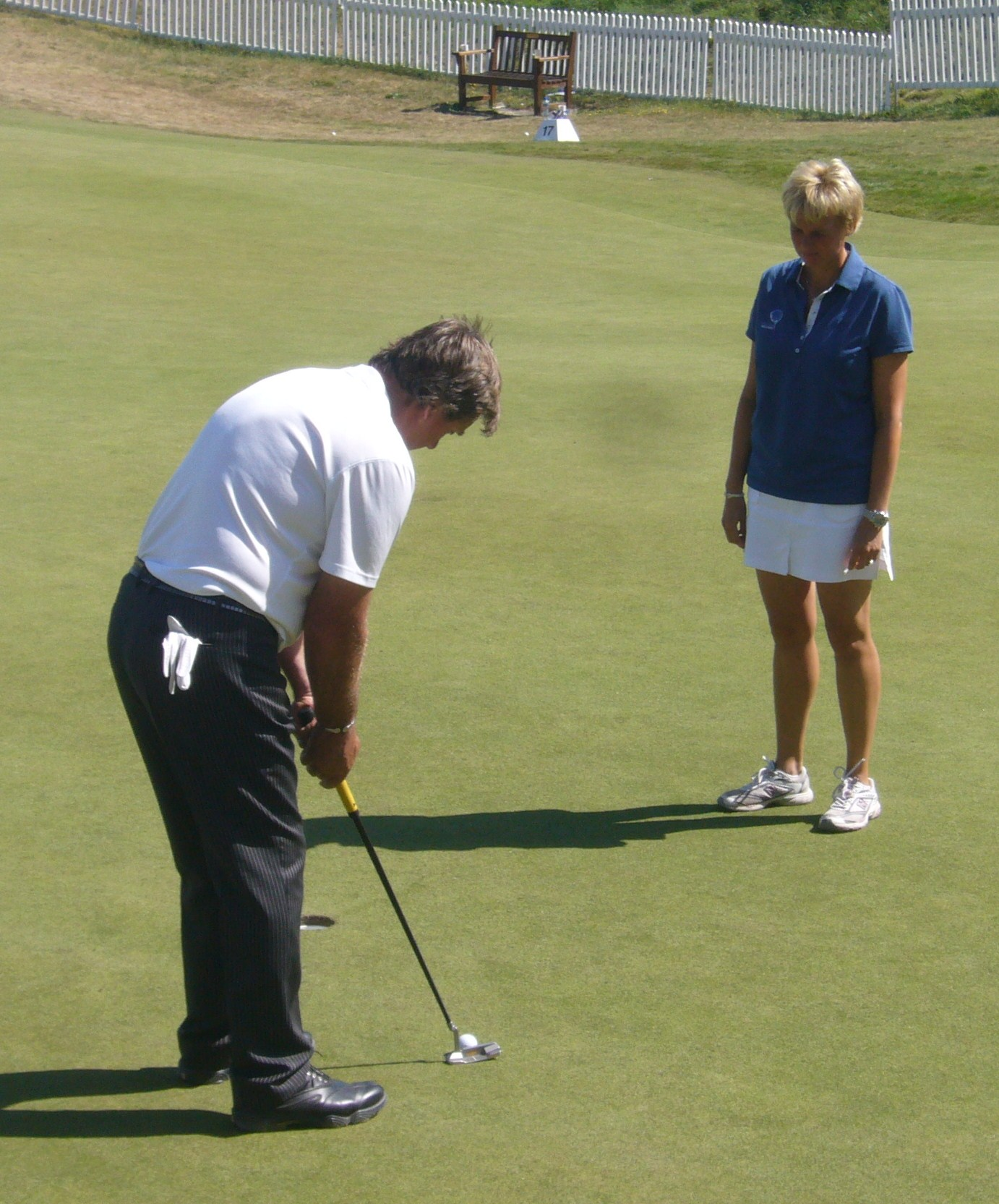
Barry & Camilla

Barry Lane (Hayes (Hillingdon), 21 juni 1960 – 31 december 2022) was een Engelse golfprofessional.

## Loopbaan
Lane werd in 1976 professional en bezocht zeven keer de Tourschool (1978, 1979, 1980, 1981, 1982, 1984, 1985) om op de Europese PGA Tour te kunnen spelen. De vierde keer kreeg hij een spelerskaart, dus 1982 was zijn eerste seizoen op de Tour.
Hij is na Sam Torrance, Roger Chapman, Eamonn Darcy en Malcolm Mackenzie de vijfde speler die meer dan 600 wedstrijden op de Europese Tour speelde. Daarvan won hij er vijf. 
In juni 2010 werd hij vijftig jaar en mocht hij op de Europese Senior Tour te spelen. Zijn eerste toernooi was het Van Lanschot Open op de Haagsche Golf, waar hij op de 12de plaats eindigde. Later in het jaar won hij het Scottish Senior Open en in 2011 nogmaals. In totaal won hij acht toernooien op de Senior Tour.

## Gewonnen
- 1983: PGA Assistants Championship

Europese Tour
- 1988: Bell's Scottish Open
- 1992: Mercedes German Masters
- 1993: Canon European Masters
- 1994: Turespana Open de Baleares
- 2004: The Daily Telegraph Damovo British Masters

Europese Senior Tour
- 2010: Scottish Senior Open
- 2011: Scottish Senior Open, Casa Serena Open
- 2012: Speedy Services Wales Senior Open
- 2016: MCB Tour Championship
- 2017: Willow Senior Golf Classic
- 2019: Senior Italian Open, MCB Tour Championship - Madagascar[1]

## Teams
- Ryder Cup (namens Europa): 1993 (3 partijen gespeeld en verloren)
- Alfred Dunhill Cup (namens Engeland): 1988, 1994, 1995, 1996
- World Cup (namens Engeland): 1988, 1994
- UBS Cup (namens de Rest van de Wereld): 2002, 2003, 2004

## Privéleven
Barry Lane kreeg drie kinderen uit zijn eerste huwelijk. In 2005 hertrouwde hij met de Zweedse Camilla, zij was sindsdien zijn caddy bij de golfsport.
Lane overleed op 62-jarige leeftijd.